# Fragmentada
Fragmentada es una película de suspenso policial argentina-uruguaya de 2023 dirigida por Facundo Escudero Salinas. Narra la historia de una agente de la policía que investiga un caso lleno de corrupción que pone en peligro su vida y la de su familia. Está protagonizada por Jazmín Stuart, César Bordón, Beatriz Spelzini y Juana Bosco. La película se estrenó en los cines de Argentina el 3 de agosto de 2023.

## Sinopsis
Cuenta la historia de Irina, una oficial de policía que tras ser suspendida en su trabajo regresa a su pueblo en el sur para cuidar a su madre, pero en el lugar se produce el asesinato de una joven que era hija de una amiga de su infancia. Por ello, Irina decide involucrarse en el caso sin saber que está lleno de secretos colocándola a ella y a su hija adolescente como un blanco a eliminar para que no se descubra toda la verdad.

## Elenco
- Jazmín Stuart como Irina
- César Bordón como Fruzzetti
- Beatriz Spelzini como Nina
- Juana Bosco como Juana
- Paula Tabachnik como Ailén
- Gustavo Pardi como Mora
- Marcos Woinski como Fotógrafo
- Diego Quiroz como Pehueche
- Daniel Krohn como Harris
- Verónica Schneck como Periodista
- Daniela Catz como Maestra
- Amancay Espíndola como Graciela
- Julieta Rapalini como Camila

## Recepción

### Comentarios de la crítica
La película recibió críticas positivas por parte de la prensa. Pablo O. Scholz de Clarín elogió en su totalidad a la película expresando que «todo está bien en Fragmentada» desde «la realización, las actuaciones, los diálogos apuntados y el montaje», lo cual resulta en «un thriller potente, con temas de actualidad y cuidando las reglas del género». Lu Agosta de Infobae señaló que «a pesar de lo previsible de algunos giros dramáticos, el punto más interesante de Fragmentada está en ver cómo se construye la relación entre las tres generaciones de mujeres» y que «Jazmín Stuart logra transmitirnos a la perfección el dolor físico y emocional que atraviesa Irina».
En una reseña para Página 12, Juan Pablo Cinelli escribió «Fragmentada es una película climática, con un destacado trabajo sonoro y una puesta en escena prolija, que en el balance resulta efectiva no sólo en términos de construcción del misterio, sino también como avatar de una forma de representar la realidad». Milagros Amondaray  de La Nación destacó que «Fragmentada afortunadamente opta por un abordaje más intimista», mientras que «Jazmín Stuart interpreta con gran magnetismo a Irina».